# 徽菜
徽菜起源于徽州，而不能等同于安徽菜，是中国八大菜系之一。徽州，今安徽黄山市、绩溪县及江西婺源县。因处于两种气候交接地带，雨量较多、气候适中，物产特别丰富。黄山的植物就有1470多种，其中不少可以食用。徽州是山区，山珍野味构成了徽菜主佐料的独到之处。主要名菜有"火腿炖甲鱼"，"红烧果子狸"、"腌鲜鳜鱼"、"黄山炖鸽"、“徽州毛豆腐”、“徽州桃脂烧肉”等上百种。
徽菜的主要特点：烹调方法上擅长烧、炖、蒸，而爆、炒菜少，重油、重色，重火功。

## 历史
徽菜发端于唐宋，兴盛于明清，民国间继续发展。徽菜起源於歙县（古徽州）。后来，由于新安江畔的屯溪小镇成为"祁红"、"屯绿"等名茶和徽墨、歙砚等土特产品的集散中心，商业兴起，饮食业发达，徽菜也随之转移到了屯溪，并得到了进一步发展。
宋高宗曾问歙味于学士汪藻，汪藻举梅圣俞诗对答“雪天牛尾狸，沙地马蹄鳖”。牛尾狸即果子狸，又名白额。据《徽州府志》记载，早在南宋间，用徽州山区特产"沙地马蹄鳖，雪天牛尾狸"做菜已闻名各地。
徽菜的形成与江南古徽州独特的地理环境、人文环境、饮食习俗密切相关。徽州食材獨特豐富名目繁多的风俗礼仪、时节活动，也促进徽菜的形成和发展。在绩溪，民间宴席中，县城有六大盘、十碗细点四，岭北有吃四盘、一品锅，岭南有九碗六、十碗八等。
关于徽菜的传播与发展有以下几种说法：
- 徽商谈生意、应酬或是好友聚会都会摆上一桌家乡菜，以示为对待贵宾的尊重。因为徽菜的取材以及特色是独具一格的，十分具有代表性。于是徽菜开始迈向注重品质、多元化发展的趋势。
- 徽州商人遍布天下，根在徽州，口味也在家乡，所以有求必有供。于是遍布全国的徽菜馆开始陆续出现。这也推动了徽菜体系的发展。
- 徽州地处山区，历少战乱，自唐宋来中原大批移民南迁徽州一带，聚族而居，建祠修谱，形成严密的宗族制度。各族、派均有自己信仰崇拜的偶像，为祀神礼佛，民间便产生了各具特色的食用供品，其中典型的有祭祀隋末农民起义领袖汪华一年一度的“赛琼碗”：祭拜活动在集中展示汪氏族人烹制的数百碗供品。
- 明代晚期至清代乾隆末年是徽商的鼎盛时期，实力及影响力位居全国10大商帮之首，其足迹几遍天下，徽菜也伴随着徽商的发展，逐渐声名远扬。哪里有徽商，哪里就有徽菜馆。徽州人在全国各地开设徽馆达上千家，仅上海就有140多家，足见其涉及面之广，影响力之大。

## 特色
徽菜的红烧是一大类，而红烧的"红"，表现在使用酱油上。徽州的酱油是黄豆制成的，保存本色。炒菜用油是自种自榨的菜籽油，并使用大量木材作燃料：有炭火的温炖，有柴禾的急烧，有树块的缓烧。传统中的重油、重色、重火功，有徽州的特殊条件。
徽菜之重火工是历来的优良传统，其擅长烧、炖、熏、蒸等功夫菜上，不同菜肴使用不同的控火技术，形成酥、嫩、香、鲜独特风格的基本手段，其中最能体现徽式特色的是滑烧、清炖和生熏法。

## 名菜
徽菜历史上有五六百个品种，经过挑选巩固和创新，如今确定的有120多个新老品种。其最有代表性的莱肴有：
- 火腿炖甲鱼
以徽州山区特有的“沙地马蹄鳖”为主料，火腿及火腿骨等为佐料。菜成后汤色清醇，肉烂香浓，裙边滑润，无腥味。
- 红烧果子狸
以栖息山中的果子狸为主料，佐以净梨等原料，红烧成菜后，菜色金黄，汤汁稠亮，狸肉细烂浓香，味鲜甜带有微咸，是冬季时菜中的珍品。
- 黄山炖鸽
以鸽为主料，佐以黄山特产山药，置砂锅中用炭火炖成。其汤色清白，鸽肉酥烂，山药鲜香，原味不失。
- 清蒸石鸡
以山涧石鸡为主料，佐以徽州山区特产香菇。成菜汤清见底，肉嫩味鲜。因盖碗清蒸，原汁原味不散，香郁诱人。
- 腌鲜鳜鱼
以淡盐水腌制的鲜鳜鱼为主料，佐以猪五花肉、山笋等。莱成后入口肉嫩白鲜美，为徽州著名的传统风味。
- 香菇盒
以两只大香菇相合，间夹猪瘦肉等佐料制成。整齐地排列盘中，型色悦目，入口芳香。
- 问政山笋
择著名的歙县问政山竹笋煮后，浇以麻油等佐料制成。笋色玉白，清香脆嫩，鲜甜微酸。
- 双爆串飞
以山鸡和野鸭脯肉为主料，以青豆、鸡蛋清作佐料，用民间特有的方法制成。菜白绿相间，形如麻花，肉鲜嫩，略带葱、姜和花椒香味。
- 虎皮毛豆腐
以屯溪、休宁一带的特产毛豆腐为主料，配以辣椒酱等佐料烧成。呈黄色虎皮条纹，鲜醇爽口，芳香诱人，有开胃作用，是徽州特殊风味菜肴。
- 香菇板栗
以山区特产香菇、板栗制成，呈黄褐色，两色分明，酥香脆嫩，清鲜爽口。
- 杨梅丸子
以肉、蛋和杨梅汁制成，呈玫瑰红色，入口香甜带酸，形、味皆如真杨梅，是徽州的民间菜杨梅丸子肴。
- 凤炖牡丹
整鸡與切成牡丹花的猪肚，火腿片作花蕊，用木炭火细炖。成莱造型美观，汤浓如乳，肉烂肥鲜，是体现徽州山乡特色的一道大菜。
- 双脆锅巴
以猪肚头和鸭肫为主料，调以香菇、笋、火腿片，用鸡汤做成汤汁，浇在刚起锅的油炸锅巴上，锅巴酥松中透出清香，其味格外鲜美，俗称“平地一声雷”。传说乾隆皇帝下江南品尝双脆锅巴后赞不绝口。
- 徽州圆子
以生、熟猪肥膘肉和炒米、鸡蛋、白糖为主料，配以蜜枣、青梅、金桔等，炸成金黄色圆子，浇以汤料。圆子外观金黄，表皮酥脆，馅心味甜香浓，是徽州传统风味菜。
- 蛏干烧肉
- 清蒸鹰龟
- 青螺炖鸭
- 方腊鱼
- 当归獐肉
- 一品锅
- 中和汤

## 图集

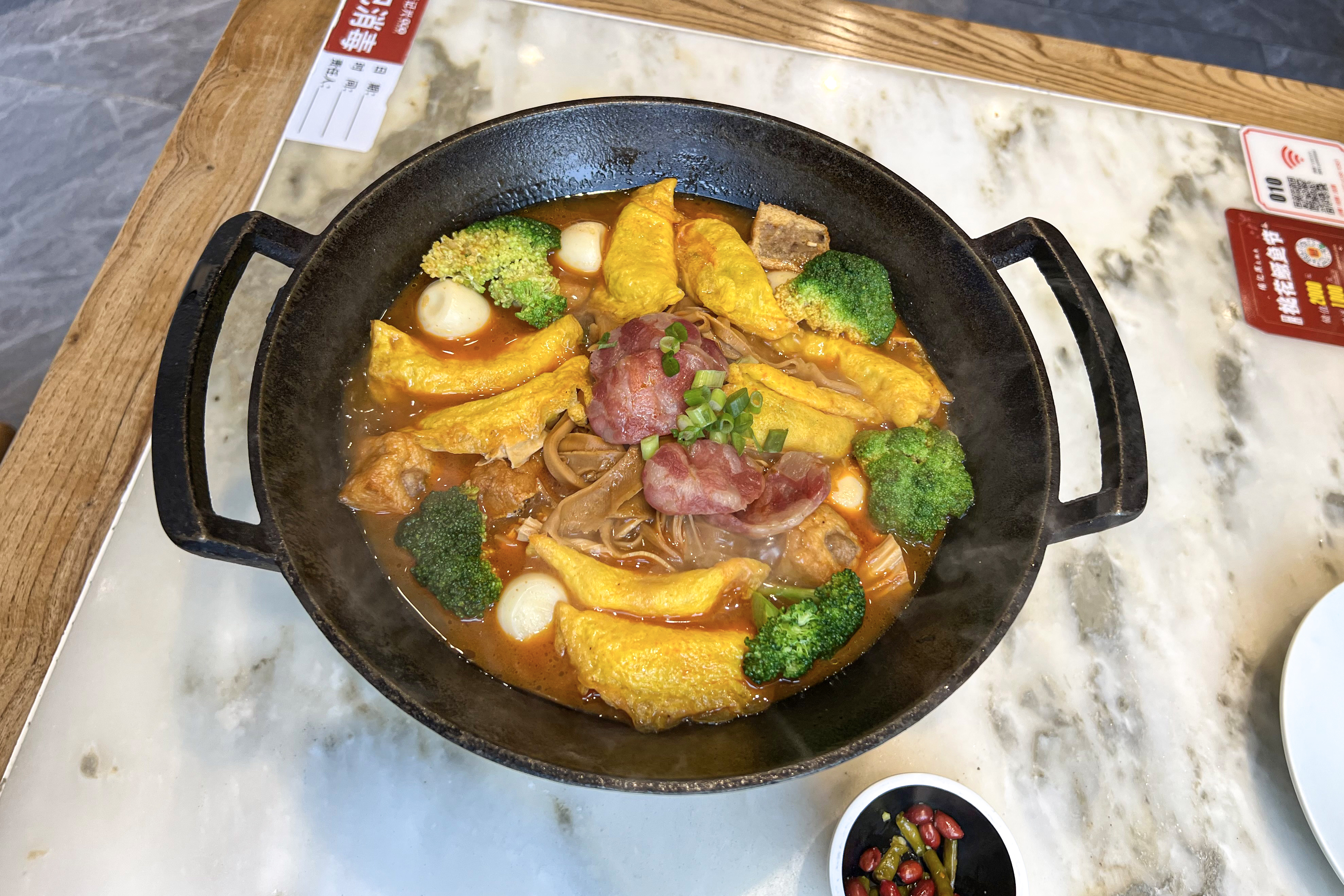
胡适一品锅
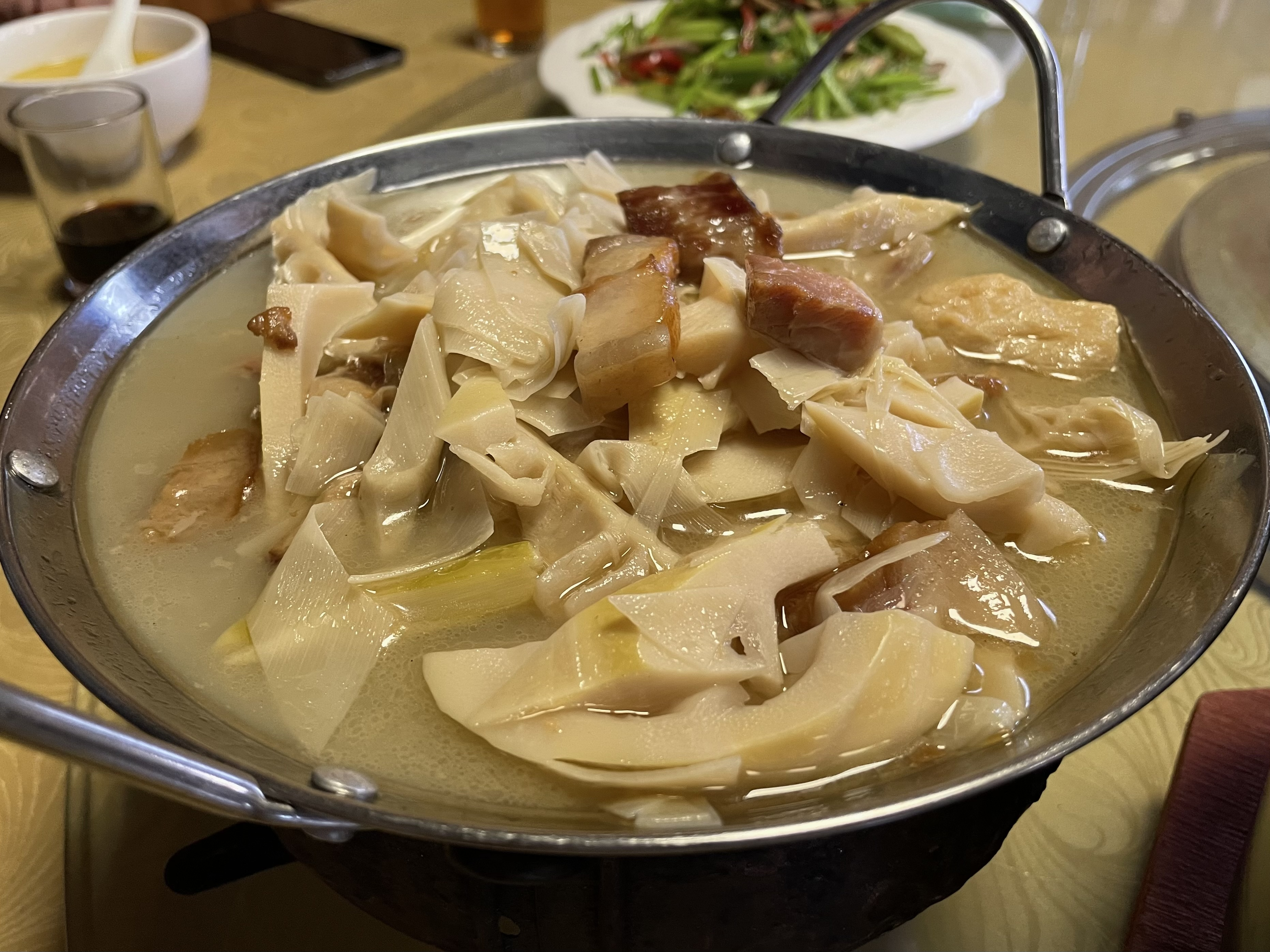
山笋
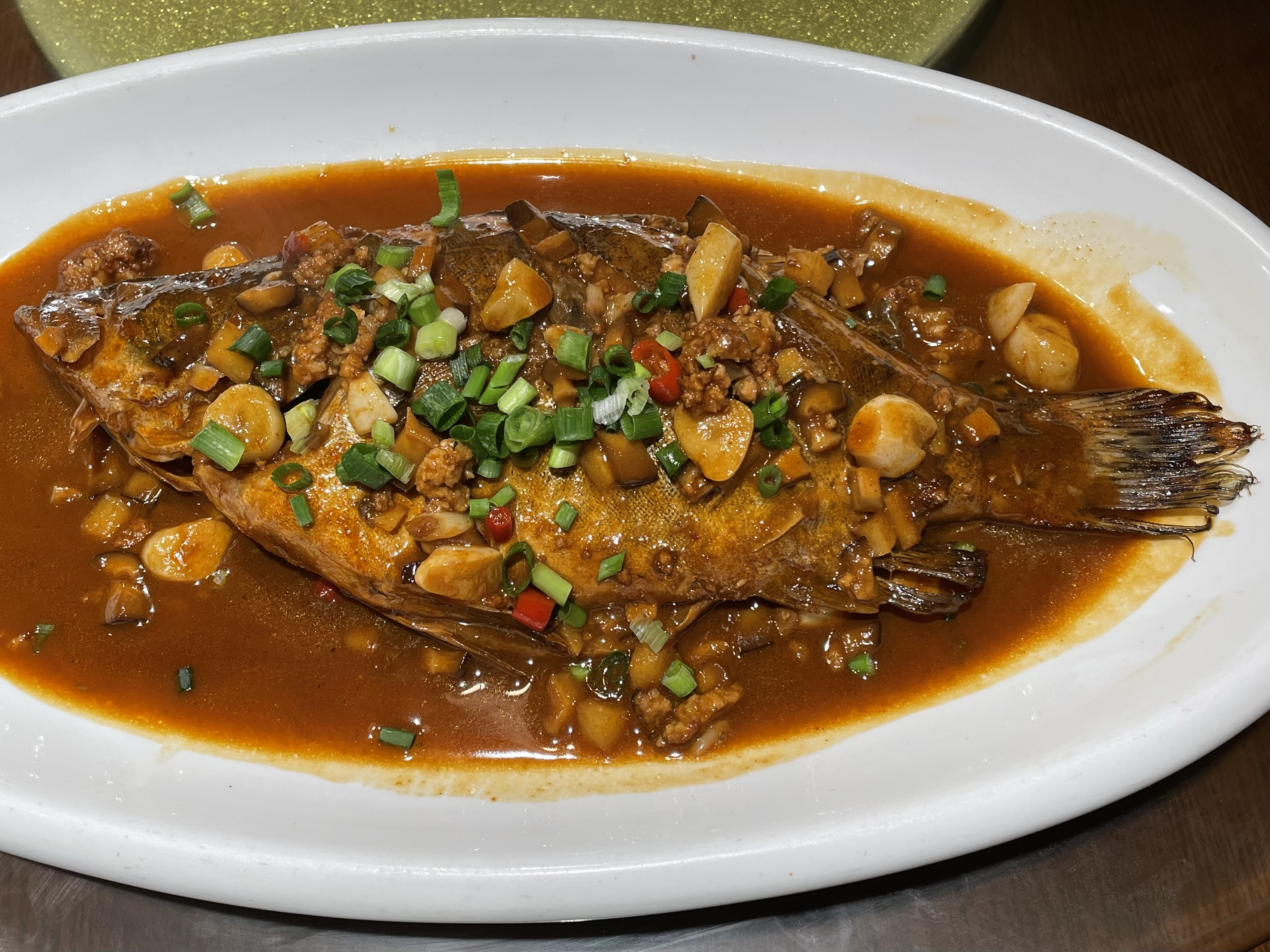
臭鳜鱼
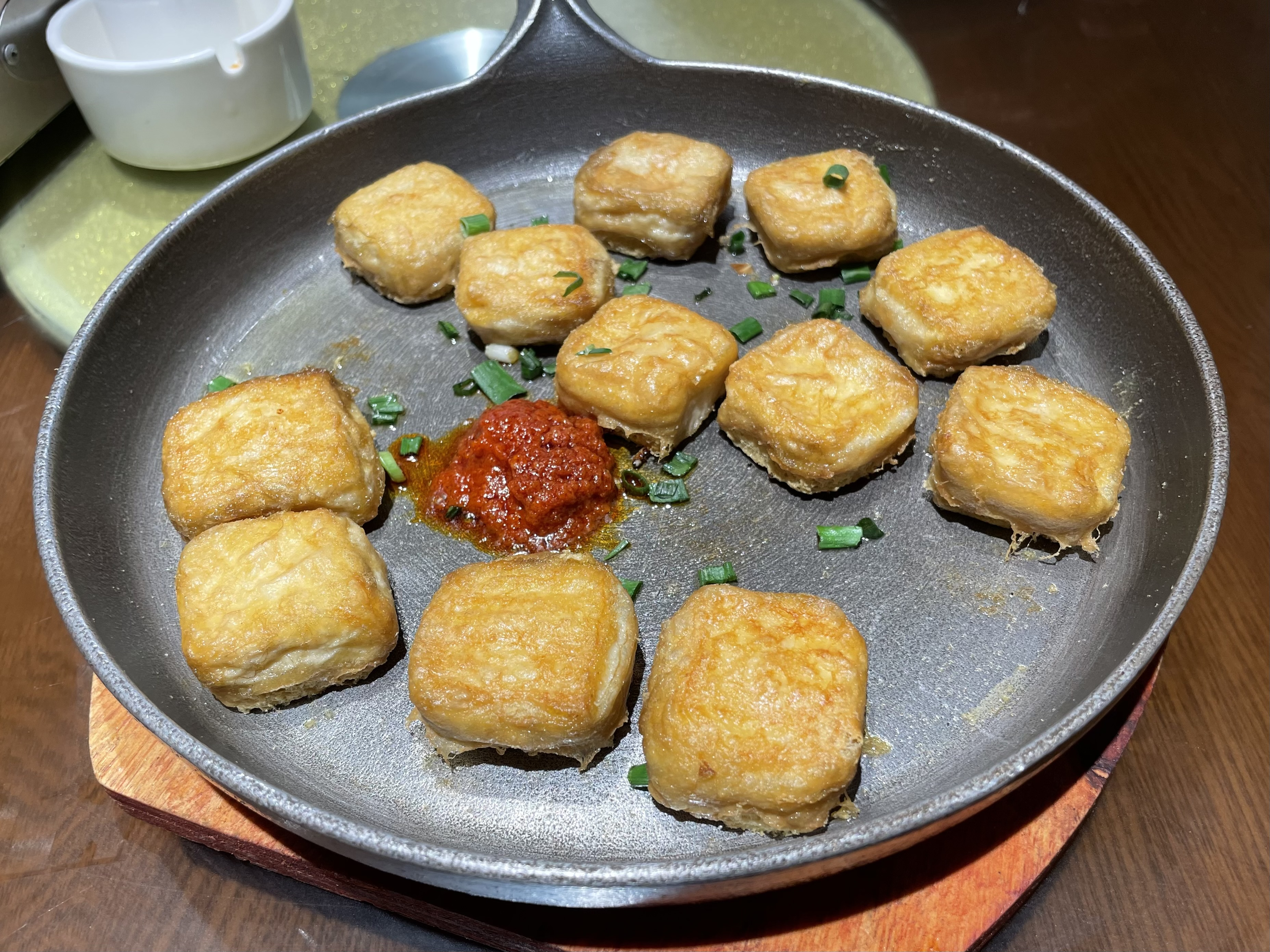
毛豆腐
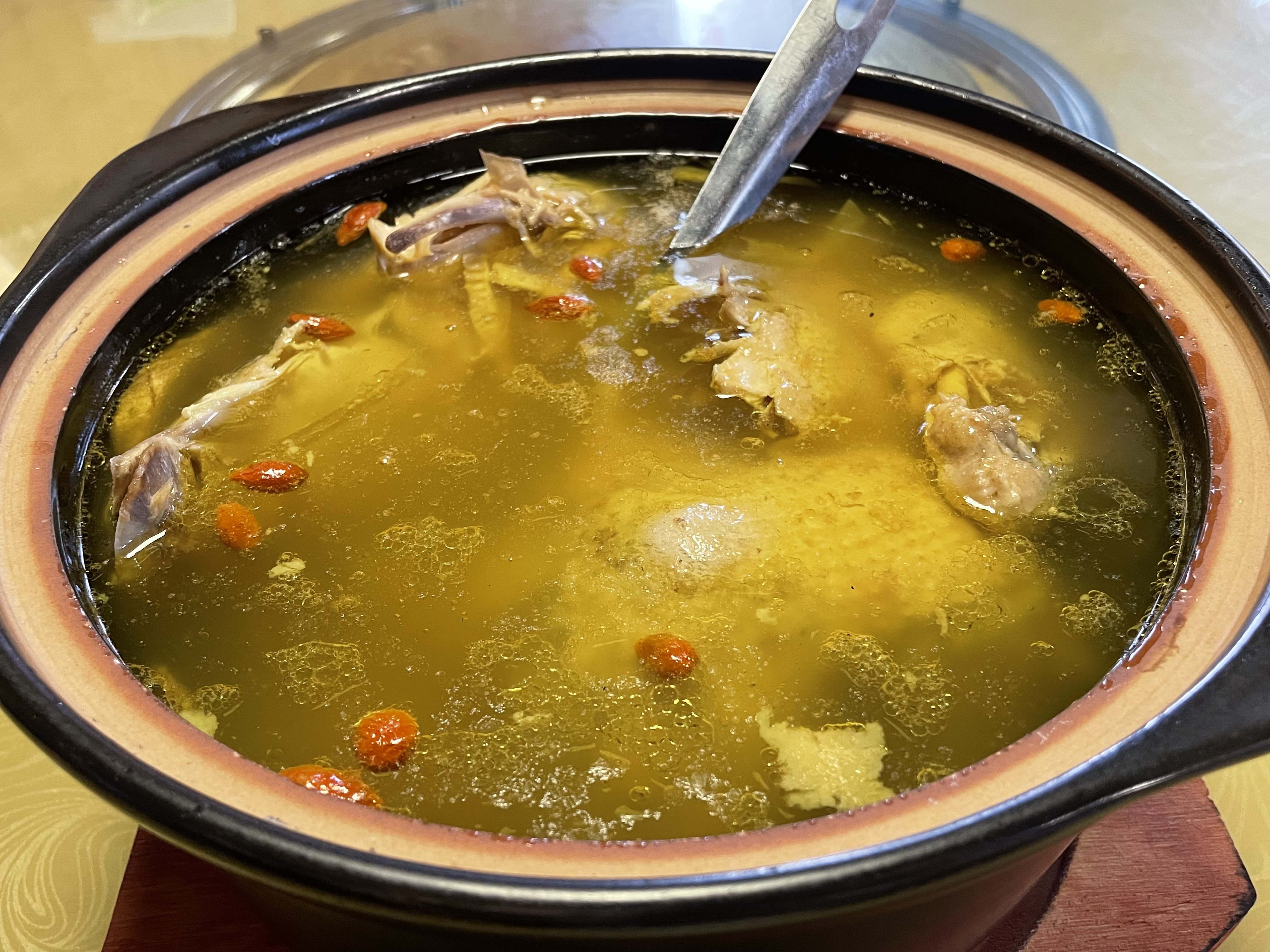
土鸡汤
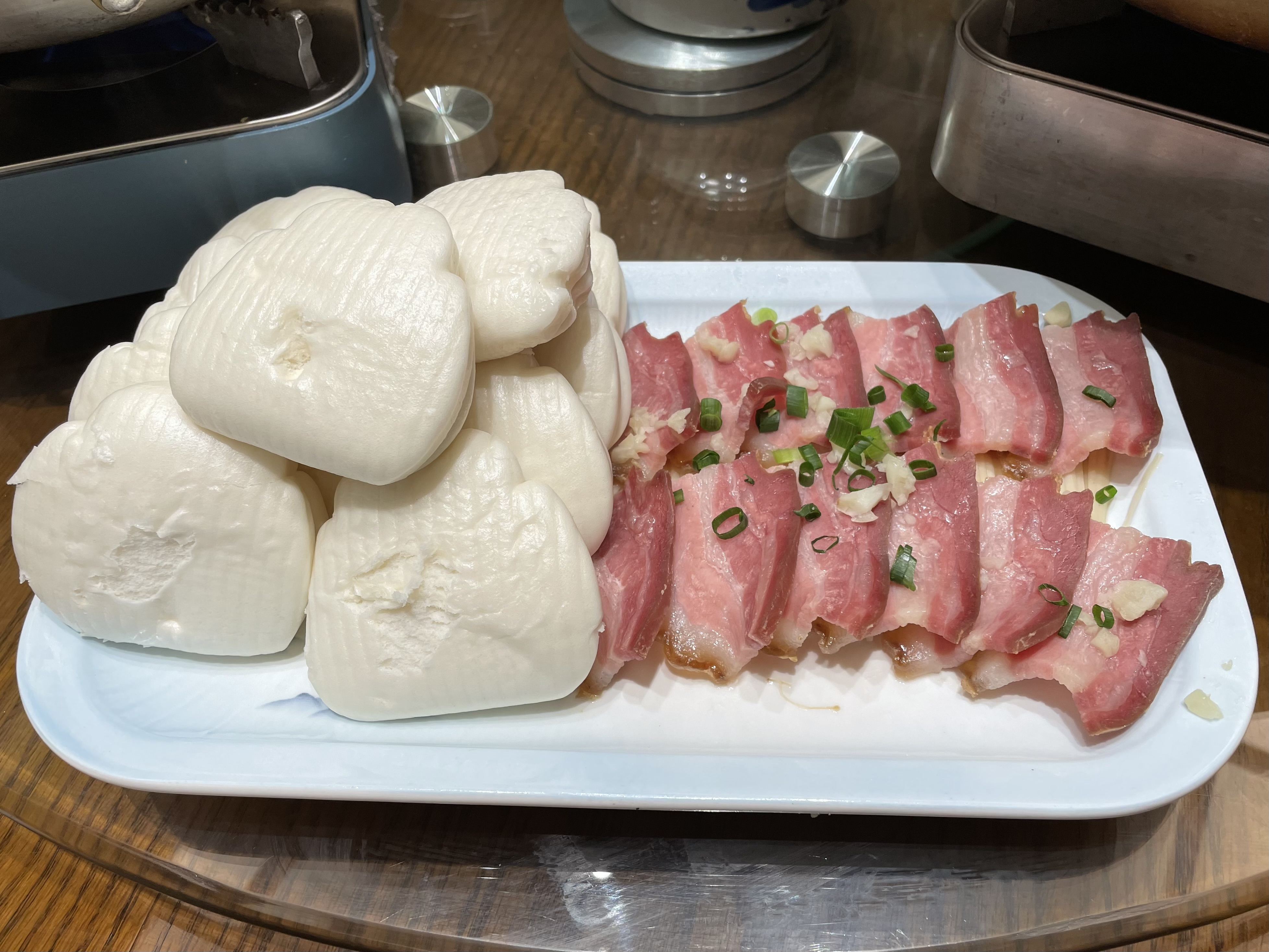
刀板香